# Mistrzostwa Świata w Narciarstwie Alpejskim 2011 – rywalizacja drużynowa
Zawody drużynowe na 41. Mistrzostwach Świata w Narciarstwie Alpejskim zostały rozegrane 16 lutego 2011 r. w formie slalomu równoległego. Tytułu mistrzów świata z 2007 roku, nie obroniła reprezentacja Austrii, która uplasowała się na drugim miejscu. Nowymi mistrzami świata zostali Francuzi, natomiast brązowy krązek mistrzowski wywalczyła reprezentacja Szwecji.

## Zasady
16 najlepszych państw w rankingu punktowym FIS kwalifikowało się do udziału w konkurencji drużynowej. Każda drużyna składała się 4-6 zawodników, wymienionych poniżej.
Zawody zostały rozegrane w systemie pucharowym. Każda runda rozegrana została w czterech przejazdach, zgodnych z zasadami slalomu równoległego.

## Ranking punktowy FIS
| Pozycja | Państwo         | Punkty |
| ------- | --------------- | ------ |
| 1       | Austria         | 7662   |
| 2       | Szwajcaria      | 4573   |
| 3       | Francja         | 3734   |
| 4       | Włochy          | 3728   |
| 5       | USA             | 3230   |
| 6       | Niemcy          | 3097   |
| 7       | Szwecja         | 2487   |
| 8       | Chorwacja       | 1424   |
| 9       | Norwegia        | 1346   |
| 10      | Kanada          | 1280   |
| 11      | Słowenia        | 976    |
| 12      | Finlandia       | 804    |
| 13      | Czechy          | 433    |
| 14      | Słowacja        | 257    |
| 15      | Japonia         | 66     |
| 16      | Liechtenstein   | 55     |
| 17      | Hiszpania       | 51     |
| 18      | Mołdawia        | 40     |
| 19      | Wielka Brytania | 9      |
| 20      | Rosja           | 8      |
| 21      | Polska          | 4      |

## Drużyny startujące
| Kraj       | Zawodnicy             |
| ---------- | --------------------- |
| Austria    | Anna Fenninger        |
| Austria    | Michaela Kirchgasser  |
| Austria    | Marlies Schild        |
| Austria    | Romed Baumann         |
| Austria    | Benjamin Raich        |
| Austria    | Philipp Schörghofer   |
| Szwajcaria | Denise Feierabend     |
| Szwajcaria | Wendy Holdener        |
| Szwajcaria | Fabienne Suter        |
| Szwajcaria | Marc Berthod          |
| Szwajcaria | Beat Feuz             |
| Szwajcaria | Justin Murisier       |
| Francja    | Taïna Barioz          |
| Francja    | Anémone Marmottan     |
| Francja    | Tessa Worley          |
| Francja    | Thomas Fanara         |
| Francja    | Cyprien Richard       |
| Francja    | Gauthier de Tessières |
| Włochy     | Federica Brignone     |
| Włochy     | Daniela Merighetti    |
| Włochy     | Johanna Schnarf       |
| Włochy     | Massimiliano Blardone |
| Włochy     | Giovanni Borsotti     |
| Włochy     | Christian Deville     |
| USA        | Julia Mancuso         |
| USA        | Megan McJames         |
| USA        | Sarah Schleper        |
| USA        | Tim Jitloff           |
| USA        | Ted Ligety            |
| USA        | Bode Miller           |
| Niemcy     | Lena Dürr             |
| Niemcy     | Veronique Hronek      |
| Niemcy     | Veronika Staber       |
| Niemcy     | Fritz Dopfer          |
| Niemcy     | Stefan Luitz          |
| Niemcy     | Felix Neureuther      |

| Kraj      | Zawodnicy              |
| --------- | ---------------------- |
| Szwecja   | Sara Hector            |
| Szwecja   | Anja Pärson            |
| Szwecja   | Maria Pietilä-Holmner  |
| Szwecja   | Axel Bäck              |
| Szwecja   | Hans Olsson            |
| Szwecja   | Matts Olsson           |
| Chorwacja | Sofija Novoselić       |
| Chorwacja | Tea Palić              |
| Chorwacja | Tin Široki             |
| Chorwacja | Natko Zrnčić-Dim       |
| Chorwacja | -                      |
| Chorwacja | -                      |
| Kanada    | Marie-Michèle Gagnon   |
| Kanada    | Britt Janyk            |
| Kanada    | Marie-Pier Préfontaine |
| Kanada    | Michael Janyk          |
| Kanada    | Paul Stutz             |
| Kanada    | -                      |
| Czechy    | Martina Dubovská       |
| Czechy    | Katerina Paulathová    |
| Czechy    | Andrea Zemanová        |
| Czechy    | Ondřej Bank            |
| Czechy    | Kryštof Krýzl          |
| Czechy    | Adam Zika              |
| Słowacja  | Jana Gantnerová        |
| Słowacja  | Kristina Sallová       |
| Słowacja  | Jaroslav Babušiak      |
| Słowacja  | Adam Zampa             |
| Słowacja  | -                      |
| Słowacja  | -                      |

## Wyniki
Według FIS punktów (Austria, Szwajcaria, Francja, Włochy i Stany Zjednoczone), nie muszą się kwalifikować do ćwierćfinału.

### Kwalifikacje
| Zespół 1              | Punkty | Zespół 2         |
| --------------------- | ------ | ---------------- |
| Chorwacja             | 3-2    | Kanada           |
| Palić 27.04           | 3-2    | B. Janyk 27.04   |
| Široki 26.25          | 3-2    | M. Janyk 26.18   |
| Novošelić 26.73       | 3-2    | Gagnon 26.78     |
| Zrnčić-Dim 30.31      | 3-2    | Stutz 33.77      |
| Niemcy                | 4-0    | Słowacja         |
| Dürr 27.23            | 4-0    | Gantnerová 27.37 |
| Dopfer 25.78          | 4-0    | Babušiak 27.01   |
| Hronek 27.08          | 4-0    | Saalová 27.67    |
| Neureuther 25.89      | 4-0    | Zampa 29.01      |
| Szwecja               | 3-1    | Czechy           |
| Pärson 26.88          | 3-1    | Paulathová 26.98 |
| M. Olsson 26.59       | 3-1    | Kryzl 25.44      |
| Pietilä-Holmner 26.46 | 3-1    | Zemanová 27.93   |
| H. Olsson 25.80       | 3-1    | Zika 25.86       |

### Ćwierćfinały
| Zespół 1          | Punkty | Zespół 2         |
| ----------------- | ------ | ---------------- |
| Austria           | 2-2    | Chorwacja        |
| Schild 27.16      | 2-2    | Novošelić 26.69  |
| Raich DNF         | 2-2    | Zrnčić-Dim 26.39 |
| Kirchgasser 26.38 | 2-2    | Palić DNF        |
| Baumann 25.74     | 2-2    | Široki 25.98     |
| USA               | 1-3    | Włochy           |
| Schleper 27.33    | 1-3    | Merighetti 27.26 |
| Miller 25.54      | 1-3    | Deville 26.01    |
| Mancuso 26.77     | 1-3    | Schnarf 26.64    |
| Ligety 26.72      | 1-3    | Blardone 26.33   |

| Zespół 1              | Punkty | Zespół 2         |
| --------------------- | ------ | ---------------- |
| Francja               | 2-2    | Niemcy           |
| Barioz 26.91          | 2-2    | Dürr 26.89       |
| Fanara 25.84          | 2-2    | Dopfer DNF       |
| Worley 26.56          | 2-2    | Hronek 26.89     |
| Richard 25.99         | 2-2    | Neureuther 25.69 |
| Szwecja               | 4-0    | Szwajcaria       |
| Pärson 26.96          | 4-0    | Holdener 27.24   |
| M. Olsson 25.80       | 4-0    | Berthod 26.31    |
| Pietilä-Holmner 26.85 | 4-0    | Feierabend DNF   |
| H. Olsson 25.81       | 4-0    | Feuz 26.26       |

### Półfinały
| Zespół 1          | Punkty | Zespół 2         |
| ----------------- | ------ | ---------------- |
| Austria           | 4-0    | Włochy           |
| Fenninger 26.71   | 4-0    | Merighetti 26.88 |
| Schörghofer 25.98 | 4-0    | Blardone 26.09   |
| Kirchgasser 26.56 | 4-0    | Schnarf 27.38    |
| Baumann 26.02     | 4-0    | Deville 26.83    |

| Zespół 1      | Punkty | Zespół 2              |
| ------------- | ------ | --------------------- |
| Francja       | 2-2    | Szwecja               |
| Barioz 27.21  | 2-2    | Pärson 26.66          |
| Fanara 25.69  | 2-2    | M. Olsson 25.74       |
| Worley 26.49  | 2-2    | Pietilä-Holmner 26.46 |
| Richard 25.54 | 2-2    | H. Olsson 25.61       |

### Finały
| Zespół 1       | Mały Finał | Zespół 2              |
| -------------- | ---------- | --------------------- |
| Włochy         | 0-4        | Szwecja               |
| Brignone 28.53 | 0-4        | Pärson 26.56          |
| Borsotti 25.79 | 0-4        | H. Olsson 25.65       |
| Schnarf 26.93  | 0-4        | Pietilä-Holmner 26.59 |
| Blardone 25.73 | 0-4        | M. Olsson 25.65       |

| Zespół 1          | Finał | Zespół 2        |
| ----------------- | ----- | --------------- |
| Austria           | 2-2   | Francja         |
| Fenninger 26.41   | 2-2   | Worley 26.51    |
| Schörghofer 25.86 | 2-2   | Richard 25.41   |
| Kirchgasser 26.55 | 2-2   | Marmottan 26.54 |
| Baumann 25.69     | 2-2   | Fanara 26.08    |